# Rubribreza
Rubribreza (cyr. Рубрибреза) – wieś w Serbii, w okręgu kolubarskim, w gminie Lajkovac. W 2011 roku liczyła 802 mieszkańców.